# Octavia Spencer
Octavia Lenora Spencer (sinh ngày 25 tháng 5 năm 1970) là một nữ diễn viên người Mỹ. Bà là người đã nhận được nhiều giải thưởng, bao gồm giải Oscar, giải BAFTA, và giải Quả cầu vàng. Bà là một trong hai diễn viên da màu đã nhận được ba đề cử giải Oscar và là nữ diễn viên da màu duy nhất nhận được hai đề cử liên tiếp. Spencer thực hiện vai diễn đầu tiên trong bộ phim truyền hình A Time to Kill năm 1996. Sau một thập kỷ vai trò ngắn trong phim và truyền hình, bước đột phá của bà xuất hiện vào năm 2011, khi bà đóng vai một người giúp việc vào năm 1960 ở Mỹ trong The Help, bà giành được nhiều giải thưởng, bao gồm Giải Oscar, Giải thưởng Quả cầu vàng và giải thưởng BAFTA cho Nữ diễn viên phụ xuất sắc nhất. Cô là một trong hai người phụ nữ da màu đã nhận được ba đề cử Oscar và là nữ diễn viên da đen đầu tiên nhận được hai đề cử liên tiếp. Với phần diễn xuất của bà trong bộ phim Fruitvale của Ryan Coogler (2013), bà đã nhận được Giải thưởng Ủy ban Quốc gia về Phê bình Điện ảnh cho Nữ diễn viên phụ xuất sắc nhất.
Spencer tiếp tục xuất hiện trong các bộ phim như Smashed (2012), Snowpiercer (2013), Get on Up (2014), The Divergent Series (2015 – 2016) và Gifted (2017). Bà đã nhận được đề cử giải Oscar cho nữ diễn viên phụ xuất sắc nhất khi vào vai nhà toán học cùng với hai người phụ nữ trí thức vào năm 1960 ở Mỹ trong bộ phim điện ảnh Hidden Figures (2016) và vai diễn trong bộ phim fantasy The Shape of Water (2017).

## Thời thơ ấu
Octavia Lenora Spencer sinh ra ở Montgomery, Alabama, và có 6 anh chị em, gồm cả chị em gái Rosa và Areka. Mẹ cô, Dellsena Spencer (1945–1988), làm nghề giúp việc. Cha của cô qua đời khi cô 13 tuổi. Spencer tốt nghiệp trường trung học Jefferson Davis năm 1988. Cô học tại Đại học Auburn tại Montgomery, và tốt nghiệp từ đại học Auburn, nơi cô theo chuyên ngành tiếng Anh với hai ngành phụ ngành báo chí và sân khấu. Spencer bị chứng khó đọc.

## Phim ảnh

### Phim
| Năm  | Tiêu đề bộ phim                                      | Vai diễn                      | Đạo diễn                  | Chú thích                                                  |
| ---- | ---------------------------------------------------- | ----------------------------- | ------------------------- | ---------------------------------------------------------- |
| 1996 | A Time to Kill                                       | Roark's Nurse                 | Joel Schumacher           |                                                            |
| 1997 | The 6th Man                                          | Nativity Watson               | Randall Miller            |                                                            |
| 1997 | Sparkler                                             | Wanda                         |                           |                                                            |
| 1999 | Never Been Kissed                                    | Cynthia                       | Raja Gosnell              |                                                            |
| 1999 | Being John Malkovich                                 | Woman in Elevator             | Spike Jonze               |                                                            |
| 1999 | Blue Streak                                          | Shawna                        | Les Mayfield              |                                                            |
| 2000 | The Sky Is Falling                                   | Nurse No. 2                   | Florrie Laurence          |                                                            |
| 2000 | Everything Put Together                              | Nurse B                       | Marc Forster              |                                                            |
| 2000 | American Virgin                                      | Agnes Large                   | Jean-Pierre Marois        |                                                            |
| 2000 | What Planet Are You From?                            | Baby Nurse                    | Mike Nichols              |                                                            |
| 2000 | Auto Motives                                         | Rhonda                        |                           |                                                            |
| 2000 | Big Momma's House                                    | Twila                         | Raja Gosnell              |                                                            |
| 2000 | Four Dogs Playing Poker                              | Waitress                      | Paul Rachman              |                                                            |
| 2001 | Sol Goode                                            | Unemployment Clerk            | Danny Comden              |                                                            |
| 2001 | The Journeyman                                       | Black Belly                   |                           |                                                            |
| 2002 | Spider-Man                                           | Check-In Girl                 | Sam Raimi                 |                                                            |
| 2003 | Legally Blonde 2: Red, White & Blonde                | Security Guard                | Charles Herman-Wurmfeld   |                                                            |
| 2003 | S.W.A.T.                                             | Neighbor in Alley             | Clark Johnson             |                                                            |
| 2003 | Chicken Party                                        | Laqueta Mills                 | Tate Taylor               |                                                            |
| 2003 | Bad Santa                                            | Opal                          | Terry Zwigoff             |                                                            |
| 2004 | Win a Date with Tad Hamilton!                        | Janine                        | Robert Luketic            |                                                            |
| 2004 | Breakin' All the Rules                               | Stylist                       | Daniel Taplitz            |                                                            |
| 2005 | Coach Carter                                         | Mrs. Battle                   | Thomas Carter             |                                                            |
| 2005 | Pretty Persuasion                                    | Woman                         | Marcos Siega              |                                                            |
| 2005 | Marilyn Hotchkiss' Ballroom Dancing and Charm School | Ayisha Lebaron                | Randall Miller            |                                                            |
| 2005 | Miss Congeniality 2: Armed and Fabulous              | Octavia – Bookstore           | John Pasquin              |                                                            |
| 2005 | Beauty Shop                                          | Big Customer                  | Bille Woodruff            |                                                            |
| 2005 | Wannabe                                              | Lady Chanet Janney Jones      |                           |                                                            |
| 2006 | Pulse                                                | Landlady                      | Jim Sonzero               |                                                            |
| 2007 | The Nines                                            | Streetwalker                  |                           |                                                            |
| 2008 | Next of Kin                                          | Grace                         |                           |                                                            |
| 2008 | Pretty Ugly People                                   | Mary                          | Tate Taylor               |                                                            |
| 2008 | The Spleenectomy                                     | Nurse                         |                           |                                                            |
| 2008 | Seven Pounds                                         | Kate (Home Health Care Nurse) | Gabriele Muccino          |                                                            |
| 2009 | The First Time (Love At First Hiccup)                | Mrs. Hambrick                 | Barbara Topsøe-Rothenborg |                                                            |
| 2009 | Drag Me to Hell                                      | Bank Co-Worker No. 1          | Sam Raimi                 |                                                            |
| 2009 | Jesus People: The Movie                              | Angel Angelique               |                           |                                                            |
| 2009 | The Soloist                                          | Troubled Woman                | Joe Wright                |                                                            |
| 2009 | Just Peck                                            | Detention Room Teacher        | Michael A. Nickles        |                                                            |
| 2009 | Halloween II                                         | Nurse Daniels                 | Rob Zombie                |                                                            |
| 2009 | Herpes Boy                                           | Rochelle                      |                           |                                                            |
| 2009 | Small Town Saturday Night                            | Rhonda Dooley                 | Ryan Craig                |                                                            |
| 2010 | Dinner for Schmucks                                  | Madame Nora                   | Jay Roach                 |                                                            |
| 2011 | The Help                                             | Minny Jackson                 | Tate Taylor               | Giải Oscar cho Nữ diễn viên phụ xuất sắc nhất              |
| 2011 | Peep World                                           | Allison                       | Barry W. Blaustein        |                                                            |
| 2011 | Flypaper                                             | Madge Wiggins                 | Rob Minkoff               |                                                            |
| 2012 | Blues for Willadean                                  | LaSonia Robinson              | Del Shores                |                                                            |
| 2012 | Smashed                                              | Jenny                         | James Ponsoldt            |                                                            |
| 2013 | Fruitvale Station                                    | Wanda                         | Ryan Coogler              | Vai trò đồng sản xuất                                      |
| 2013 | Percy Jackson: Sea of Monsters                       | Martha                        | Thor Freudenthal          | Lồng tiếng nhân vật                                        |
| 2013 | Snowpiercer                                          | Tanya                         | Bong Joon-ho              |                                                            |
| 2013 | Paradise                                             | Loray                         | Diablo Cody               |                                                            |
| 2014 | Get On Up                                            | Aunt Honey Washington         | Tate Taylor               |                                                            |
| 2015 | The Great Gilly Hopkins                              | Miss Harris                   | Stephen Herek             |                                                            |
| 2015 | Black or White                                       | Rowena Jeffers                | Mike Binder               |                                                            |
| 2015 | The Divergent Series: Insurgent                      | Johanna Reyes                 | Robert Schwentke          |                                                            |
| 2015 | Fathers and Daughters                                | Dr. Korman                    | Gabriele Muccino          |                                                            |
| 2016 | Zootopia                                             | Mrs. Otterton                 | Byron Howard & Rich Moore | Lồng tiếng nhân vật                                        |
| 2016 | The Divergent Series: Allegiant                      | Johanna Reyes                 | Robert Schwentke          |                                                            |
| 2016 | The Free World                                       | Linda Workman                 | Jason Lew                 |                                                            |
| 2016 | Bad Santa 2                                          | Opal                          | Mark Waters               |                                                            |
| 2016 | Hidden Figures                                       | Dorothy Vaughan               | Theodore Melfi            | Được đề cử – Giải Oscar cho Nữ diễn viên phụ xuất sắc nhất |
| 2017 | The Shack                                            | Papa                          | Stuart Hazeldine          |                                                            |
| 2017 | Small Town Crime                                     | Kelly Banks                   | Eshom Nelms & Ian Nelms   | Đồng thời là vai trò nhà sản xuất                          |
| 2017 | Gifted                                               | Roberta Taylor                | Marc Webb                 |                                                            |
| 2017 | The Shape of Water                                   | Zelda Fuller                  | Guillermo del Toro        | Được đề cử – Giải Oscar cho Nữ diễn viên phụ xuất sắc nhất |
| 2018 | A Kid Like Jake                                      | Judith "Judy" Lawson          | Silas Howard              |                                                            |
| 2019 | Instant Family                                       |                               | Sean Anders               | Filming                                                    |
| 2019 | The Voyage of Doctor Dolittle                        | Dab-Dab (lồng tiếng nhân vật) | Stephen Gaghan            | Filming                                                    |
| 2019 | Luce                                                 | TBA                           | Julius Onah               | Trong vai trò hậu kỳ sản xuất                              |
| 2019 | Ma                                                   |                               | Tate Taylor               | Trong vai trò hậu kỳ sản xuất                              |